# Centro internazionale della patata
Il Centro internazionale della patata (in spagnolo Centro Internacional de la Papa - CIP, in inglese International Potato Center - IPC) è un'istituzione con sede a Lima, capitale del Perù e uffici in 20 stati in via di sviluppo. 
L'organizzazione, nata 35 anni fa, ha lo scopo di promuovere la ricerca e lo sviluppo di soluzioni di coltivazione sostenibile delle piante da tubero tra le quali la patata e la patata dolce. 
All'interno del CIP, sono raccolte più di 5.000 diverse varietà di semi di patata, sia selvatica che coltivata. Inoltre sono presenti anche campioni di 6500 varietà di patata dolce, 1300 varietà di tuberi e radici provenienti dalle zone andine.
Scopo del CIP, è quello di poter sviluppare un'alternativa alimentare indipendente dal fabbisogno mondiale ai cereali ed al frumento con la nascita di patate resistenti ai loro parassiti, con lo sviluppo delle migliori tecniche di coltura e senza l'uso indiscriminato di insetticidi o anticrittogamici che per decenni sono stati utilizzati nell'America Latina.